# Hyalurga zetila
Hyalurga zetila är en fjärilsart som beskrevs av Jean Baptiste Boisduval 1870. Hyalurga zetila ingår i släktet Hyalurga och familjen björnspinnare. Inga underarter finns listade i Catalogue of Life.